# THE IDOLM@STER SideM GROWING SIGN@L
『THE IDOLM@STER SideM GROWING SIGN@L』（アイドルマスター サイドエム グローイングシグナル）は、2021年9月29日よりランティスからリリースされているCDシリーズ。

## 概要
スマートフォン用アプリゲーム『アイドルマスター SideM GROWING STARS』用に作成された楽曲を収録したCDシングルシリーズ。なお、本シリーズより新ユニットとしてC.FIRST（クラスファースト）が加わる。

## 01 Growing Smiles!
2021年9月29日発売。『GROWING STARS』テーマ曲の「Growing Smiles!」と、既存全体曲の49人verを収録。
収録曲
歌：315 ALLSTARS
1. Growing Smiles!
作詞：松井洋平、作曲・編曲：光増ハジメ
2. DRIVE A LIVE
作詞・作曲：柿埜嘉奈子、編曲：滝澤俊輔
3. Beyond The Dream
作詞・作曲：柿埜嘉奈子、編曲：EFFY
4. NEXT STAGE!
作詞・作曲：柿埜嘉奈子、編曲：EFFY
5. Growing Smiles！（Off Vocal）
6. DRIVE A LIVE（Off Vocal）
7. Beyond The Dream（Off Vocal）
8. NEXT STAGE！（Off Vocal）

## 02 C.FIRST
2021年12月8日発売。天峰秀・花園百々人・眉見鋭心のユニット「C.FIRST」のデビューCD。
収録曲
歌：C.FIRST
1. We're the one
作詞：Kanata Okajima、作曲：本多友紀（Arte Refact）、編曲：河合泰志（Arte Refact）
2. Drama part 1
3. Not Alone
作詞：Kanata Okajima、作曲：本多友紀（Arte Refact）、編曲：河合泰志（Arte Refact）
4. Drama part 2
5. We're the one（Off Vocal）
6. Not Alone（Off Vocal）
7. DRIVE A LIVE（C.FIRST Ver.）
8. NEXT STAGE!（C.FIRST Ver.）

## 03 FRAME
2022年1月12日発売。
収録曲
歌：FRAME
1. Plus 1 Good Day!
作詞：真崎エリカ、作曲・編曲：アッシュ井上（Dream Monster）
2. Drama part 1
3. SOOTHING PLACE
作詞：真崎エリカ、作曲・編曲：h-wonder
4. Drama part 2
5. Plus 1 Good Day!（Off Vocal）
6. SOOTHING PLACE（Off Vocal）

## 04 Café Parade
2022年2月9日発売。
収録曲
歌：Café Parade
1. Pavé Étoiles
作詞：松井洋平、作曲：丸山真由子、編曲：清水武仁
  - 読みは「パヴェ・エトワール」。

2. Drama part 1
3. Teatime Cliché
作詞：松井洋平、作曲：丸山真由子、編曲：TOMISIRO
  - 読みは「ティータイム・クリシェ」。

4. Drama part 2
5. Pavé Étoiles（Off Vocal）
6. Teatime Cliché（Off Vocal）

## 05 Legenders
2022年3月9日発売。
収録曲
歌：Legenders
1. Time Before Time
作詞：松井洋平、作曲・編曲：玉木千尋
2. Drama part 1
3. PERMAFROST
作詞：松井洋平、作曲：水永ここ、編曲：安岡洋一郎
4. Drama part 2
5. Time Before Time（Off Vocal）
6. PERMAFROST（Off Vocal）

## 06 彩
2022年4月6日発売。
収録曲
歌：彩
1. いとをかし！～一彩×合彩～
作詞：松井洋平、作曲・編曲：流歌
2. Drama part 1
3. 彩リノ歌
作詞：松井洋平、作曲・編曲：関口晶大
4. Drama part 2
5. いとをかし！～一彩×合彩～（Off Vocal）
6. 彩リノ歌（Off Vocal）

## 07 もふもふえん
2022年5月11日発売。
収録曲
歌：もふもふえん
1. はるかぜバトン
作詞：真崎エリカ、作曲・編曲：アオワイファイ
2. Drama part 1
3. そだてっ!たいむかぷせる
作詞：真崎エリカ、作曲・編曲：ヒゲドライバー
4. Drama part 2
5. はるかぜバトン（Off Vocal）
6. そだてっ!たいむかぷせる（Off Vocal）

## 08 Altessimo
2022年6月8日発売。
収録曲
歌：Altessimo
1. Infinite Octave!
作詞：真崎エリカ、 作曲：小高光太郎・UiNA、編曲：小高光太郎・矢野達也
2. Drama part 1
3. Sign of Hope
作詞：真崎エリカ、作曲・編曲：矢野達也
4. Drama part 2
5. Infinite Octave!（Off Vocal）
6. Sign of Hope（Off Vocal）

## 09 THE 虎牙道
2022年7月6日発売。
収録曲
歌：THE 虎牙道
1. K.now O.nly
作詞：結城アイラ、作曲・編曲：本多友紀（Arte Refact）
2. Drama part 1
3. CATCH ME IF YOU CAN
作詞：結城アイラ、作曲：本多友紀(Arte Refact)、編曲：河合泰志(Arte Refact)
4. Drama part 2
5. K.now O.nly（Off Vocal）
6. CATCH ME IF YOU CAN（Off Vocal）

## 10 F-LAGS
2022年8月3日発売。
収録曲
歌：F-LAGS
1. Made in「 ♪ 」
作詞：結城アイラ、作曲・編曲：アッシュ井上（Dream Monster）
  - 読みは「メイドインハッピー」。

2. Drama part 1
3. Casually!
作詞：結城アイラ、作曲・編曲：アッシュ井上（Dream Monster）
4. Drama part 2
5. Made in「 ♪ 」（Off Vocal）
6. Casually!（Off Vocal）
7. DRIVE A LIVE （F-LAGS Ver.）

## 11 神速一魂
2022年9月7日発売。
収録曲
歌：神速一魂
1. ROUTE77
作詞：結城アイラ、作曲・編曲：増田武史
2. Drama part 1
3. タソガレドキ、Bluesy
作詞：結城アイラ、作曲・編曲：増田武史
4. Drama part 2
5. ROUTE77（Off Vocal）
6. タソガレドキ、Bluesy（Off Vocal）

## 12 Jupiter
2022年10月5日発売。
収録曲
歌：Jupiter
1. Inner Dignity
作詞：真崎エリカ、作曲：BNSI(濱本理央)、編曲：中土智博
2. Drama part 1
3. Before long, DELIGHT
作詞：真崎エリカ、作曲・編曲：山口朗彦
4. Drama part 2
5. Inner Dignity（Off Vocal）
6. Before long, DELIGHT（Off Vocal）

## 13 S.E.M
2022年11月9日発売。
収録曲
歌：S.E.M
1. Multiple Entertainment Show!
作詞：松井洋平、作曲・編曲：桑原佑介
2. Drama part 1
3. Dance in the school!
作詞：松井洋平、作曲・編曲：桑原佑介
4. Drama part 2
5. Multiple Entertainment Show!（Off Vocal）
6. Dance in the school!（Off Vocal）

## 14 DRAMATIC STARS
2022年12月7日発売。
収録曲
歌：DRAMATIC STARS
1. Change to Chance
作詞：松井洋平、作曲・編曲：南田健吾
2. Drama part 1
3. Rainy Memories
作詞：松井洋平、作曲・編曲：成瀬裕介
4. Drama part 2
5. Change to Chance（Off Vocal）
6. Rainy Memories（Off Vocal）

## 15 Take a StuMp!
2022年12月21日発売。「GROWING STARS!」一周年記念曲「Take a StuMp!」と他2曲を収録。
収録曲
1. Take a StuMp!
歌：315 ALLSTARS
作詞：松井洋平、作曲：志村真白、編曲：光増ハジメ
2. True Horizon
歌：315 STARS（天ヶ瀬冬馬（寺島拓篤）、天道輝（仲村宗悟）、天峰秀（伊瀬結陸））
作詞：松井洋平、作曲・編曲：原田篤（Arte Refact）
3. DRIVE A LIVE
歌：315 STARS（齋藤孝司（立木文彦））
作詞・作曲：柿埜嘉奈子、編曲：滝澤俊輔
4. Take a StuMp! (off vocal)
5. True Horizon (off vocal)

## 16 W
2023年1月11日発売。
収録曲
歌：W
1. VIVA!!ファミリーリズム
作詞：結城アイラ、作曲・編曲：鈴木裕哉・藤原彩豊
2. Drama part 1
3. Watchword
作詞：結城アイラ、作曲：信政誠、編曲：河合英嗣
4. Drama part 2
5. VIVA!!ファミリーリズム（Off Vocal）
6. Watchword（Off Vocal）

## 17 Beit
2023年2月8日発売。
収録曲
歌：Beit
1. Platinum MASK
作詞：真崎エリカ、作曲・編曲：桑原佑介
2. Drama part 1
3. MIRROR of TRUTH
作詞：真崎エリカ、作曲：濱田幹浩、編曲：神谷礼
4. Drama part 2
5. Platinum MASK（Off Vocal）
6. MIRROR of TRUTH（Off Vocal）

## 18 High×Joker
2023年3月8日発売。
収録曲
歌：High×Joker
1. JOYFUL HEART MAKER
作詞：結城アイラ、作曲・編曲：神田ジョン
2. Drama part 1
3. Toward Pole Star
作詞：結城アイラ、作曲・編曲：志村真白
4. Drama part 2
5. JOYFUL HEART MAKER（Off Vocal）
6. Toward Pole Star（Off Vocal）

## ユニット・リミックス盤
ライブ会場限定で販売される、シリーズ全体曲のユニットバージョンを収録したアルバム。
THE IDOLM@STER SideM UNIT COLLECTION -Growing Smiles!-
2022年1月8日発売。「Growing Smiles!」のユニットバージョンを収録。
THE IDOLM@STER SideM UNIT COLLECTION -Take a StuMp!-
2023年2月11日発売。「Take a StuMp!」のユニットバージョンを収録。

## GROWING SIGN@L SOLO COLLECTION
ライブ会場限定で販売される、シリーズの楽曲のソロバージョンを収録したアルバム。
01
2022年10月1日発売。C.FIRSTの「Not Alone」、FRAMEの「Plus 1 Good Day!」、Café Paradeの「Pavé Étoiles」、Legendersの「Time Before Time」、彩の「いとをかし！～一彩×合彩～」のソロバージョンを収録。
02
2022年12月3日発売。もふもふえんの「はるかぜバトン」、Altessimoの「Infinite Octave!」、THE 虎牙道の「K.now O.nly」、F-LAGSの「Made in 「 ♪ 」」、神速一魂の「ROUTE77」、Jupiterの「Inner Dignity」のソロバージョンを収録。
03
2023年10月28日発売。S.E.Mの「Multiple Entertainment Show!」、DRAMATIC STARSの「Change to Chance」、Wの「VIVA!!ファミリーリズム」、Beitの「Platinum MASK」、High×Jokerの「JOYFUL HEART MAKER」のソロバージョンを収録。

### ユニットメンバー
1. 1 2 3 4 5 6  天ヶ瀬冬馬（寺島拓篤）、御手洗翔太（松岡禎丞）、伊集院北斗（神原大地）、天道輝（仲村宗悟）、桜庭薫（内田雄馬）、柏木翼（八代拓）、都築圭（土岐隼一）、神楽麗（永野由祐）、鷹城恭二（梅原裕一郎）、ピエール（堀江瞬）、渡辺みのり（高塚智人）、伊瀬谷四季（野上翔）、秋山隼人（千葉翔也）、若里春名（白井悠介）、冬美旬（永塚拓馬）、榊夏来（渡辺紘）、蒼井享介（山谷祥生）、蒼井悠介（菊池勇成）、硲道夫（伊東健人）、舞田類（榎木淳弥）、山下次郎（中島ヨシキ）、清澄九郎（中田祐矢）、猫柳キリオ（山下大輝）、華村翔真（バレッタ裕）、握野英雄（熊谷健太郎）、木村龍（濱健人）、信玄誠司（増元拓也）、紅井朱雀（益山武明）、黒野玄武（深町寿成）、神谷幸広（狩野翔）、東雲荘一郎（天﨑滉平）、アスラン＝ベルゼビュートII世（古川慎）、卯月巻緒（児玉卓也）、水嶋咲（小林大紀）、大河タケル（寺島惇太）、円城寺道流（濱野大輝）、牙崎漣（小松昌平）、岡村直央（矢野奨吾）、橘志狼（古畑恵介）、姫野かのん（村瀬歩）、秋月涼（三瓶由布子）、兜大吾（浦尾岳大）、九十九一希（比留間俊哉）、葛之葉雨彦（笠間淳）、北村想楽（汐谷文康）、古論クリス（駒田航）、天峰秀（伊瀬結陸）、花園百々人（宮﨑雅也）、眉見鋭心（大塚剛央）
2. 1 2 3  天峰秀（伊瀬結陸）、花園百々人（宮﨑雅也）、眉見鋭心（大塚剛央）
3. 1 2 3  握野英雄（熊谷健太郎）、木村龍（濱健人）、信玄誠司（増元拓也）
4. 1 2 3  神谷幸広（狩野翔）、東雲荘一郎（天﨑滉平）、アスラン＝ベルゼビュートII世（古川慎）、卯月巻緒（児玉卓也）、水嶋咲（小林大紀）
5. 1 2 3  葛之葉雨彦（笠間淳）、北村想楽（汐谷文康）、古論クリス（駒田航）
6. 1 2 3  猫柳キリオ（山下大輝）、華村翔真（バレッタ裕）、清澄九郎（中田祐矢）
7. 1 2 3  岡村直央（矢野奨吾）、橘志狼（古畑恵介）、姫野かのん（村瀬歩）
8. 1 2 3  都築圭（土岐隼一）、神楽麗（永野由祐）
9. 1 2 3  大河タケル（寺島惇太）、円城寺道流（濱野大輝）、牙崎漣（小松昌平）
10. 1 2 3  秋月涼（三瓶由布子）、兜大吾（浦尾岳大）、九十九一希（比留間俊哉）
11. 1 2 3  紅井朱雀（益山武明）、黒野玄武（深町寿成）
12. 1 2 3  天ヶ瀬冬馬（寺島拓篤）、御手洗翔太（松岡禎丞）、伊集院北斗（神原大地）
13. 1 2 3  硲道夫（伊東健人）、舞田類（榎木淳弥）、山下次郎（中島ヨシキ）
14. 1 2 3  天道輝（仲村宗悟）、桜庭薫（内田雄馬）、柏木翼（八代拓）
15. 1 2 3  蒼井享介（山谷祥生）、蒼井悠介（菊池勇成）
16. 1 2 3  鷹城恭二（梅原裕一郎）、ピエール（堀江瞬）、渡辺みのり（高塚智人）
17. 1 2 3  伊瀬谷四季（野上翔）、秋山隼人（千葉翔也）、若里春名（白井悠介）、冬美旬（永塚拓馬）、榊夏来（渡辺紘）